# Turing (微架构)

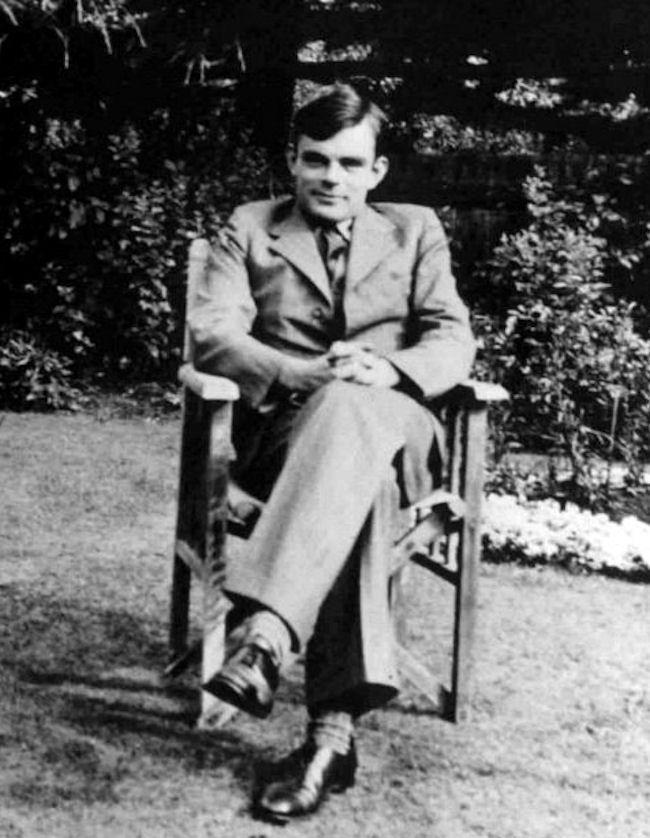
艾伦·图灵（Alan Turing）的照片

图灵微架构（英語：Turing microarchitecture），是由英伟达公司（NVIDIA）所開發的一種GPU微架構，用以取代伏打微架構（Volta microarchitecture）。命名為「图灵」以向英國計算機科學家艾伦·图灵（Alan Turing）致敬。這個微架構於 2018 年 8 月在 SIGGRAPH 2018 年會上首次在面向工作站的 Quadro RTX 卡中推出， 並於一周後在 科隆遊戲展(Gamescom)上在消費類 GeForce RTX 20 系列顯示卡中推出。图灵微架构以其 HPC 專有前身的前期工作為基礎，推出了首款能夠實現即時光線追蹤的消費產品，這是電腦繪圖產業的長期目標。關鍵要素包括專用人工智能處理器（"Tensor cores"）和專用光線追蹤處理器（"RT Cores"）。 图灵微架构利用 DXR、OptiX 和 Vulkan 來存取光線追蹤。 2019年2月，Nvidia發表了NVIDIA GeForce 16系列GPU，採用了新的圖靈設計，但缺乏光线追踪（RT）和张量（Tensor）核心。
图灵微架构採用台積電的 12 nm FinFET 半導體製造製程。 高階 TU102 GPU 包括使用此製程製造的 186 億個電晶體。 图灵微架构也使用三星電子 (Samsung Electronics) 和先前的美光科技 (Micron Technology) 的 GDDR6 記憶體。

## 细节信息

RTX 2080 卡中使用的 TU104 GPU 的芯片拍摄图

RTX 2060 卡中使用的 TU106 GPU 的芯片拍摄图

RTX 1660 卡中使用的 TU116 GPU 的芯片拍摄图

图灵微架构结合了多种类型的专用处理器核心，并实现了实时光线追踪技术（尽管大多数仍限于对物理建模的材质、室内反射和照明）。这得益于新的 RT 核心的使用，这些核心被设计用于处理四叉树和球形层次结构，并为单个三角形的碰撞测试提速。
图灵微架构的特性包括：
- CUDA 核心（流式多处理器）
  - 计算能力（Compute Capability）：7.5
  - 传统的栅格化着色器和计算
  - 整数和浮点操作的并行执行（继承自伏打微架构）
- 光线追踪（RT）核心
  - 层次包围体结构（Bounding Volume Hierarchy）加速[5]
  - 阴影、环境光遮蔽、照明、反射
- 张量（AI 中的 Tensor）核心[6]
  - 人工智能
  - 大型矩阵操作
  - 深度学习超级采样（DLSS）
- GDDR6/HBM2 支持的内存控制器
- 带有显示压缩流（DSC 1.2）技术的 1.4a 版本 DisplayPort 接口
- 支持使用 PureVideo 技术的 Feature Set J 来进行硬件加速的视频解码
- GPU Boost 4
- 支持通过 NVLink Bridge 实现多个显卡的连接，并使用 VRAM 堆叠的方式汇集多个显卡的内存
- VirtualLink 标准虚拟现实
- NVENC（NVIDIA Encoder）硬件编码引擎

GDDR6 内存由三星电子为 Quadro RTX 系列生产。RTX 20 系列在最初发布时使用美光的内存芯片，在 2018 年 11 月换为三星芯片。

### 栅格化（Rasterization）
NVIDIA 报告称，在现有的软件标题中，栅格化（使用 CUDA 技术）的性能相较于前一代提升了大约 30-50%。这表示图灵架构的 NVIDIA GPU 在处理现有软件时，通过栅格化技术取得了相当可观的性能提升，提高了图形处理的效率。

### 光线追踪（Ray-tracing）
RT 核心执行的光线追踪可用于生成反射、折射和阴影，从而取代一些传统的栅格技术，如立方体贴图（Cube maps）和深度贴图（Depth maps）。需要注意的是，光线追踪技术并非完全替代栅格化技术，光线追踪收集到的信息可以用于增强着色，使图像更加写实，特别是在处理摄像机视野之外发生的动作（off-camera action）时。NVIDIA 表示，光线追踪性能相较上一代消费者架构 Pascal 提高了约 8 倍。

### 张量核心（Tensor cores）
利用张量核心，最终图像的生成能够得到进一步加速，这些核心用于填充部分渲染图像中的空白，这一技术被称为去噪（de-noising）。张量核心负责执行深度学习的结果运算结果，对处理特定任务的方法进行编码，使得系统能够理解和应用这些方法。这种编码过程使得系统能够更有效地执行某些任务，例如增加特定应用程序或游戏生成图像的分辨率。在张量核心的主要用途中，需要解决的问题会在超级计算机上进行分析，该计算机通过示例学习期望的结果，确定实现这些结果的方法，随后，这些方法通过驱动程序更新传递给消费者，最终由消费者的张量核心执行操作。超级计算机本身使用了大量的张量核心。

## 图灵晶粒（Turing dies）
| 晶粒                     | TU102        | TU104        | TU106        | TU116        | TU117        |
| ------------------------ | ------------ | ------------ | ------------ | ------------ | ------------ |
| 晶粒大小                 | 754 mm2      | 545 mm2      | 445 mm2      | 284 mm2      | 200 mm2      |
| 晶体管数量               | 18.6B        | 13.6B        | 10.8B        | 6.6B         | 4.7B         |
| 晶体管密度               | 24.7 MTr/mm2 | 25.0 MTr/mm2 | 24.3 MTr/mm2 | 23.2 MTr/mm2 | 23.5 MTr/mm2 |
| 图形处理集群 (GPC)       | 6            | 6            | 3            | 3            | 2            |
| 流处理多处理器 (SM)      | 72           | 48           | 36           | 24           | 16           |
| CUDA核心数               | 4608         | 3072         | 2304         | 1536         | 1024         |
| 纹理映射单元 (TMU)       | 288          | 192          | 144          | 96           | 64           |
| 渲染输出单元 (ROP)       | 96           | 64           | 64           | 48           | 32           |
| 张量核心                 | 576          | 384          | 288          | 不適用       | 不適用       |
| 光线追踪核心             | 72           | 48           | 36           | 不適用       | 不適用       |
| L1 缓存                  | 6.75 MB      | 4.5 MB       | 3.375 MB     | 2.25 MB      | 1.5 MB       |
| L1 缓存                  | 96 KB per SM |              |              |              |              |
| L2 缓存                  | 6 MB         | 4 MB         | 4 MB         | 1.5 MB       | 1 MB         |
| 最大热设计功耗 (Max TDP) | 280 W        | 250 W        | 185 W        | 125 W        | 75 W         |

## 开发
图灵微架构的开发平台是 RTX。可以通过 Microsoft 的 DXR（DirectX Raytracing），OptiX, 以及使用 Vulkan 拓展（最后者在 Linux 驱动上也可以使用）来调用 RTX 的光线追踪功能。AI 加速功能可以通过 NGX 集成到应用程序中。网格着色器（Mesh Shader）和着色率图像（Shading Rate Image）功能可以在 Windows 和 Linux 平台上使用 DX12、Vulkan 和 OpenGL 扩展来访问。
Windows 10 在 2018 年 10 月的更新中包括了 DirectX 光线追踪的公开发布。

## 採用图灵微架构的產品
- GeForce MX 系列
  - GeForce MX450 (Mobile)
  - GeForce MX550 (Mobile)
- GeForce 16 系列
  - GeForce GTX 1630
  - GeForce GTX 1650 (Mobile)
  - GeForce GTX 1650
  - GeForce GTX 1650 Super
  - GeForce GTX 1650 Ti (Mobile)
  - GeForce GTX 1660
  - GeForce GTX 1660 Super
  - GeForce GTX 1660 Ti (Mobile)
  - GeForce GTX 1660 Ti
- GeForce 20 系列
  - GeForce RTX 2060 (Mobile)
  - GeForce RTX 2060
  - GeForce RTX 2060 Super
  - GeForce RTX 2070 (Mobile)
  - GeForce RTX 2070
  - GeForce RTX 2070 Super (Mobile)
  - GeForce RTX 2070 Super
  - GeForce RTX 2080 (Mobile)
  - GeForce RTX 2080
  - GeForce RTX 2080 Super (Mobile)
  - GeForce RTX 2080 Super
  - GeForce RTX 2080 Ti
  - Titan RTX
- Nvidia Quadro
  - Quadro RTX 3000 (Mobile)
  - Quadro RTX 4000 (Mobile)
  - Quadro RTX 4000
  - Quadro RTX 5000 (Mobile)
  - Quadro RTX 5000
  - Quadro RTX 6000 (Mobile)
  - Quadro RTX 6000
  - Quadro RTX 8000
  - Quadro T1000 (Mobile)
  - Quadro T2000 (Mobile)
  - T400
  - T400 4GB
  - T500 (Mobile)
  - T600 (Mobile)
  - T600
  - T1000
  - T1000 8GB
  - T1200 (Mobile)
- Nvidia Tesla
  - Tesla T4

## 外部連結
- （英文）Nvidia Turing GPU Architecture Whitepaper（页面存档备份，存于）
- （繁體中文）Nvidia page about Turing（页面存档备份，存于）
- （英文）Nvidia blog about raytracing vs. rasterization（页面存档备份，存于）
- （英文）NVIDIA Turing Architecture In-Depth（页面存档备份，存于）
- （英文）Microsoft developer blog on DirectX Raytracing（页面存档备份，存于）